# Iglesia de Santa María (Ciurana)

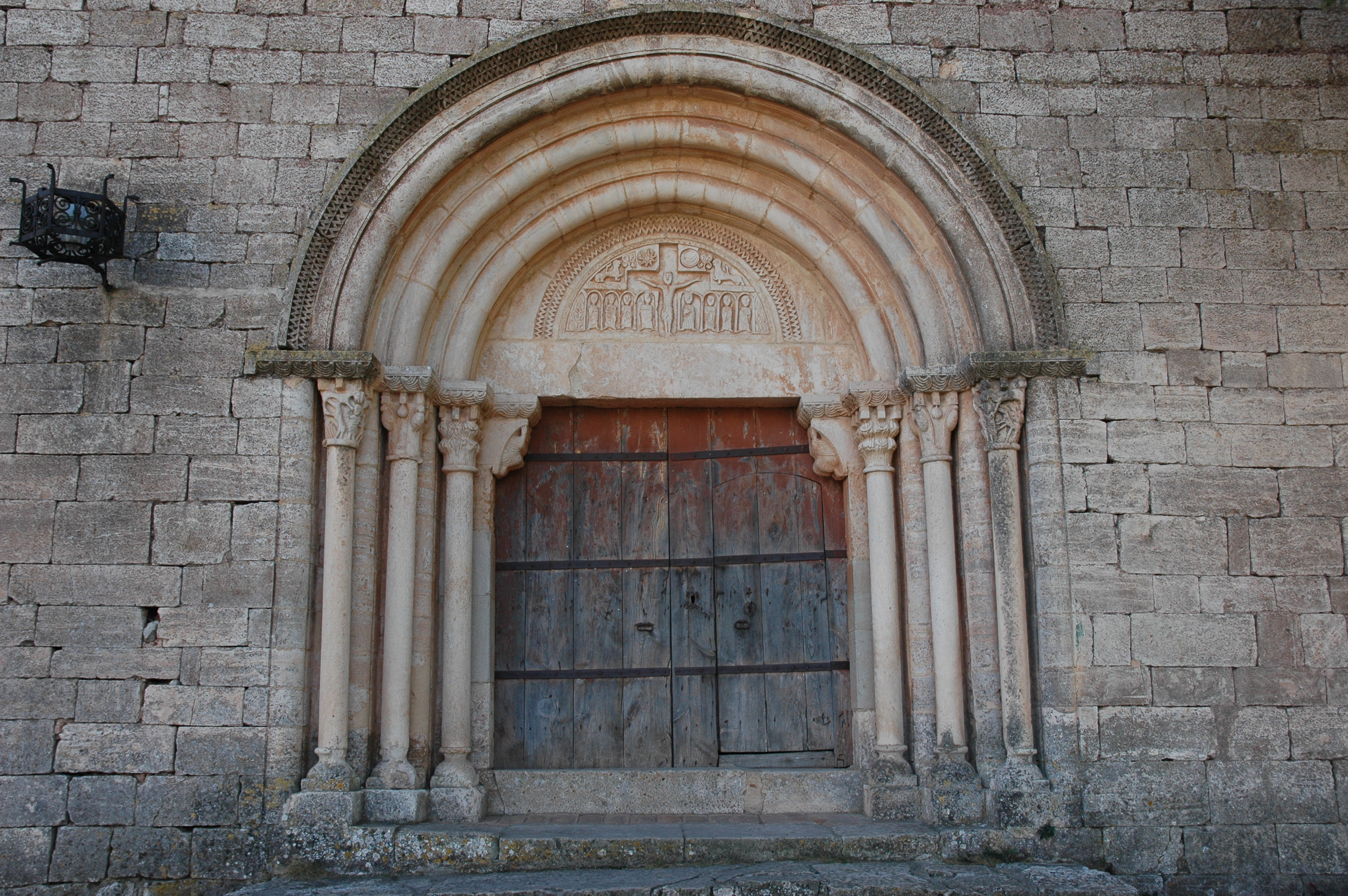
Portada

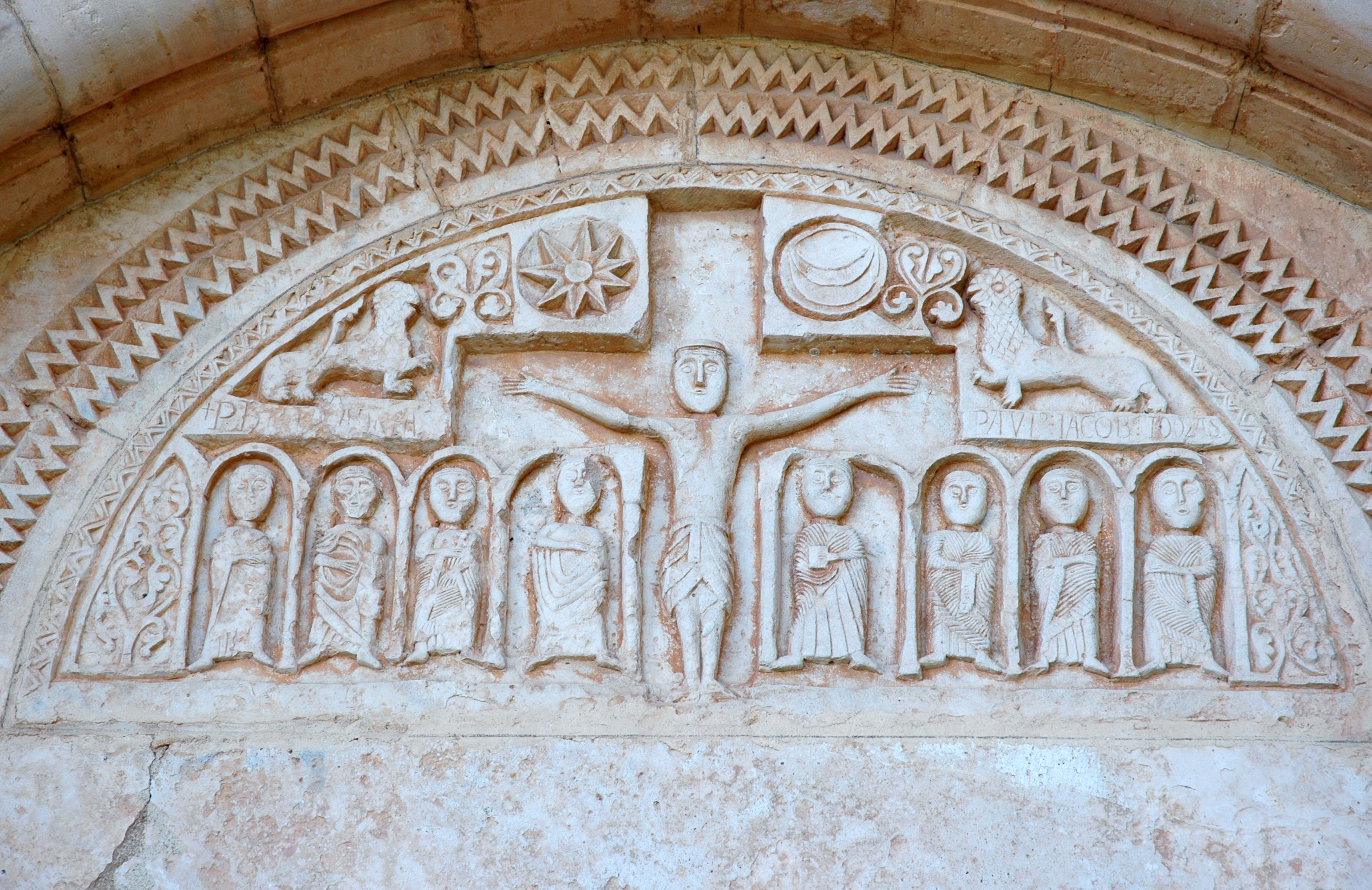
Tímpano

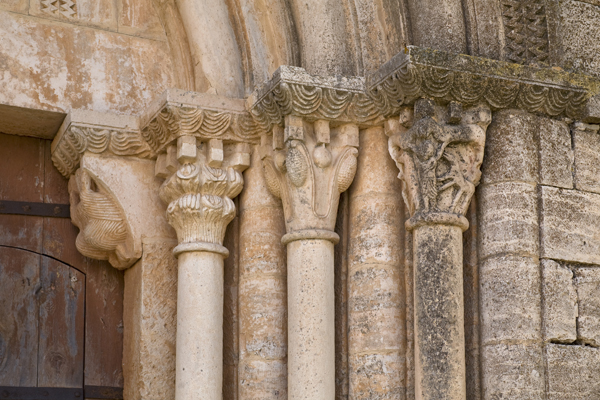
Capitel

La iglesia de Santa María (en catalán: església de Santa Maria) es un edificio de época románica situado en el pueblo de Ciurana dentro del término municipal de Cornudella de Montsant, en la comarca catalana de Priorato, en Cataluña y que se conserva íntegramente en buen estado.

## Historia
Fue construida entre los siglos XII y XIII, tras la llegada de las tropas de Ramón Berenguer IV en 1154. Se encuentra mencionada en una bula del papa Anastasio IV del 25 de marzo de 1154. El lugar fue un importante punto de defensa de la frontera islámica y fue el último reducto importante musulmán en la frontera oriental de Cataluña, conquistado entre en 1153 y 1154.
Pueden hallarse algunos vestigios árabes, como los restos del castillo del walí Almira Alemoni.

## Arquitectura
La iglesia es un ejemplo de la arquitectura románica que presenta una gran belleza y al mismo tiempo de gran sencillez traducidas en una planta de una única nave con bóveda de cañón ligeramente apuntada y un ábside semicircular en la cabecera templo y sin ornamentación exterior. En el centro del ábside hay una ventana de doble arco, que por la parte exterior está decorada con una arquivolta, que se sustenta en dos capiteles esculpidos con motivos vegetales, apoyados en un par de columnillas. Los muros tienen «10 palmos» de grosor. Encima de la portada tiene un tímpano figurado enmarcado por tres arcos de medio punto que descansan sobre columnas con capiteles decorados con diversos motivos, geométricos y vegetales. También dispone de un gran rosetón en el muro de mediodía colocado en tiempos posteriores.
Interiormente podemos encontrar dos absidiolas laterales excavadas en el muro y que no son visibles desde el exterior, seguramente con tenían la misión de albergar pequeños altares. En el ángulo sureste está ubicado un campanario de torre de planta cuadrada. En la parte norte exterior del ábside, se conserva un sarcófago, apoyado en columnas muy deterioradas y que ha perdido parte de la losa que lo cubría.

## La portada
En el muro meridional se abre una portada formada por tres arquivoltas en gradación de molduras y guardapolvos que rodean un tímpano esculpido que, considerando su tamaño y diferencia de forma con el arco que le rodea, posiblemente sea una pieza reutilizada. En el centro del tímpano se representa la imagen de Cristo crucificado, con el Sol y la Luna, representaciones florales y dos leones en la parte superior. Flanqueando el pie de la cruz tiene dos grupos de cuatro apóstoles bajo arcos de medio punto. La inscripción que tienen encima permite identificar a cinco: San Felipe, San Andrés, San Pablo, Santiago y Santo Tomás.
Las arquivoltas se apoyan en una imposta corrida con una decoración repetida de líneas onduladas que discurre sobre los seis capiteles, tres a cada lado, los que se sitúan de forma simétrica desde el punto de vista de su temática. En ambos lados, el capitel interior está decorado con hojas de acanto, el central tiene pencas lisas y piñas colgando y el exterior presenta la escena de Daniel en el foso de los leones. El cimacio de todos los capiteles está formado por dados. Dos ménsulas con la representación de dos atlantes sostienen el dintel liso.

## Leyendas y tradiciones

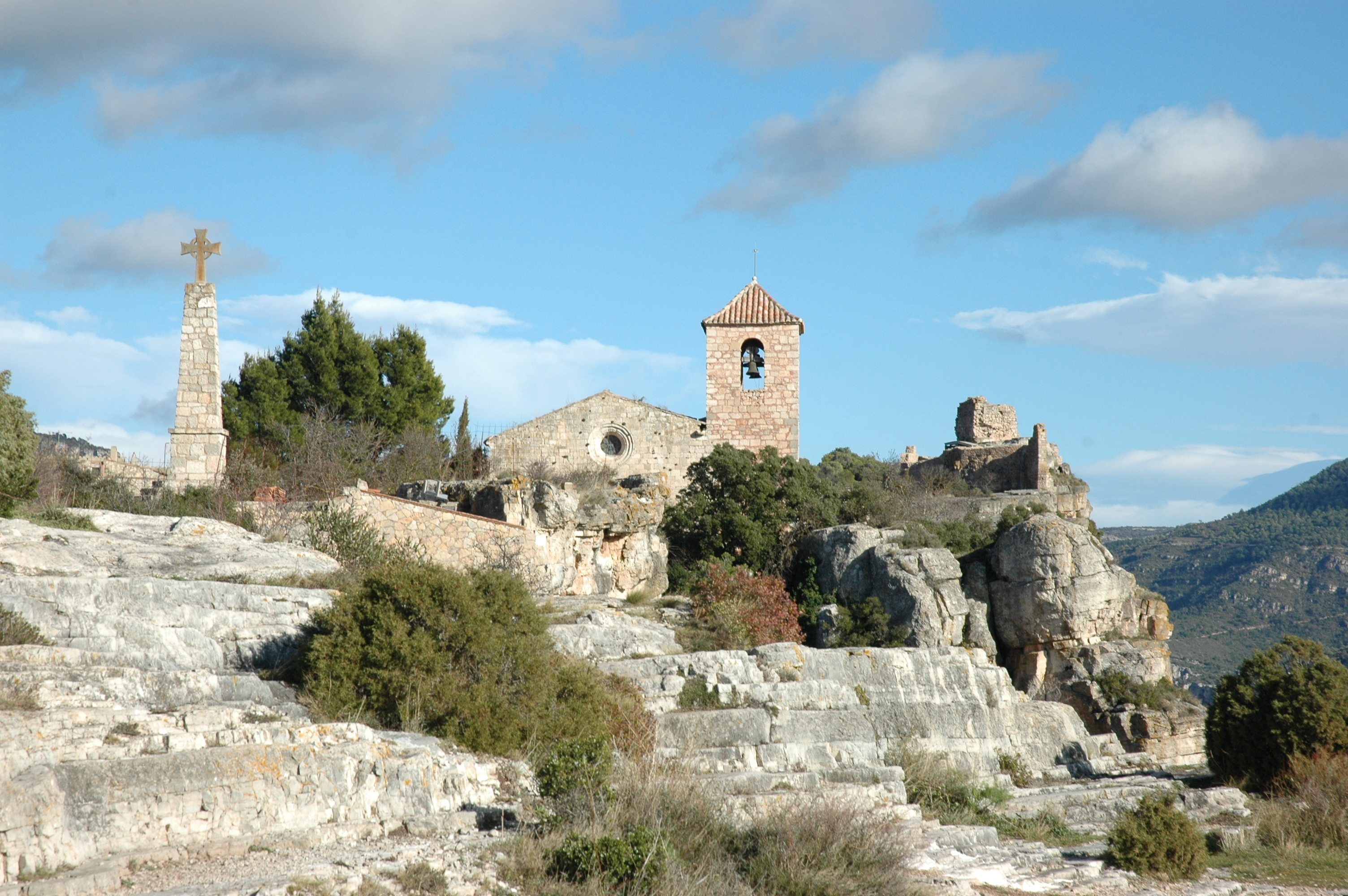
El castillo musulmán a la derecha, el campanario y el rosetón de la iglesia, y la cruz conmemorativa de la reconquista

En un camarín en el interior de la iglesia, está la Virgen sentada y con el niño sobre sus rodillas. Se trata de una imagen de madera policromada de 98 cm. En realidad es una copia de la imagen que robaron en el año 1979. Es conocida, popularmente, como la Virgen del Agua, una denominación que por ella misma explica la importancia de este santuario en las oraciones de los pueblos de la región en demanda de lluvia y buenas cosechas. La leyenda dice que la imagen fue donada por el propio conde Ramón Berenguer IV, quien la llevaba siempre que iba de campaña contra los moros, y que muchas de las grandes batallas ganadas a los sarracenos lo fueron gracias a la ayuda de esta imagen. Al pasar por Ciurana, Ramón Berenguer fundó la iglesia y dejó, como patrona de la población y de aquella cordillera, la imagen que llevaba.
Por ello, los feligreses de Cornudella, Poboleda, La Morera, Arbolí, Albarca y Febró, acompañados de clérigos y autoridades, años atrás subían en procesión a Ciurana con la Vera-Cruz y el Santo Cristo. Al llegar al pueblo, la Virgen les esperaba fuera la iglesia, y comenzaban las oraciones por la lluvia, en las que tomaban parte unas setecientas personas que ocupaban toda la explanada al lado del templo. Un orador sagrado dirigía la palabra a los fieles allí congregados.